# São Gabriel do Oeste
São Gabriel do Oeste là một đô thị thuộc bang Mato Grosso do Sul, Brasil. Đô thị này có diện tích 3864,859 km², dân số năm 2007 là 21052 người, mật độ 5,45 người/km².